# Úlcera venosa
Úlcera venosa o úlcera varicosa es un tipo de úlcera producida por un funcionamiento deficiente del sistema venoso, generalmente en las piernas. Es la primera causa y representan entre un 70 y 90% de las lesiones crónicas.  Suelen desarrollarse fundamentalmente a lo largo de la zona distal y medial de la pierna.

## Fisiopatología
La etiología exacta de las úlceras venosas no se conoce con certitud, pero se cree que aparecen cuando existe una disfunción de las válvulas venosas, provocando un aumento de la presión venosa. En ausencia de enfermedad, debe existir un gradiente de presión entre arterias y venas para que el bombeo del corazón sea eficaz. Cuando se produce una hipertensión venosa, las arterias dejan de tener una presión más elevada que las venas y el flujo sanguíneo se ralentiza o detiene.

## Factores de riesgo
- Venas varicosas
- Antecedentes de trombosis venosa profunda
- Permanecer de pie o sentado por periodos prolongados
- Obesidad
- Uso de hormonas anticonceptivas
- Edad avanzada
- tabaquismo, hipertensión arterial e hipercolesterolemia.

## Cuadro clínico

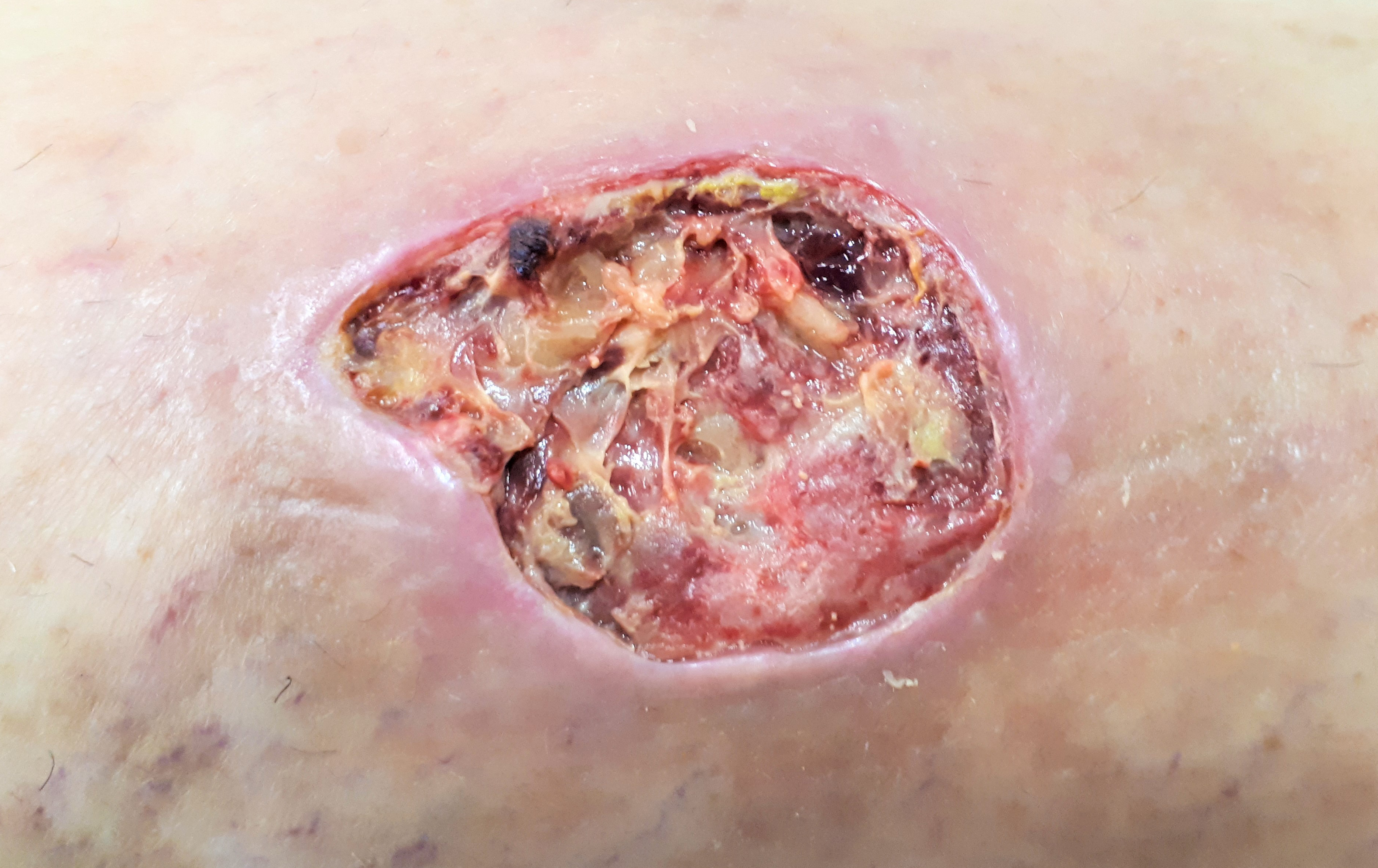
Úlcera varicosa de 45 x 30 mm.

- Úlcera única, extendida y superficial, de fibrina, habitualmente perimaleolar y no dolorosa.
- Signos de insuficiencia venosa: piernas edematosas y sensación de pesadez.
- Trastornos periulcerosos: telangiectasias, dermatitis ocre, lipodermatoesclerosis, atrofia blanca, eccema.
- Signos de insuficiencia venosa: edema del tobillo, variz, eccema.
- Signos de arteriopatía obliterante de los miembros inferiores: ausencia de pulsos periféricos, presencia de soplo durante los trayectos vasculares.

Aunque no todas las características han de estar presentes forzosamente, son siempre objeto de búsqueda en el examen clínico.

## Exámenes complementarios
- Ecografía doppler venosa.
- Medida del índice de presión sistólica (tobillo/brazo).